# Partito Chondoista Chongu
Il Partito Chondoista Chongu o Partito Coreano Chondoista Chongu (천도교청우당?, 天道敎靑友黨?, Ch'ŏndogyo Ch'ŏngudangLR; tradotto approssimativamente in italiano Partito dei Giovani Amici del Cammino Celeste) è un partito politico della Corea del Nord, subordinato al partito dominante, il Partito del Lavoro di Corea, e parte del Fronte Democratico per la Riunificazione della Patria, coalizione che sceglie di accettare o meno tutti i candidati alle elezioni nordcoreane e di cui tutti i candidati devono fare parte.

## Storia
Il partito venne fondato l'8 febbraio 1946 da un gruppo di seguaci della religione del ceondoismo. Il fondatore e primo leader del partito era Kim Tarhyŏn.
Dato che la parte settentrionale della Corea era allora sotto occupazione sovietica, il partito avrebbe dovuto tenere una manifestazione anti-sovietica il 1º marzo 1948, ma il leader del partito tradì i suoi membri comunicandolo ai sovietici, causando l'arresto di molti suoi membri. Durante la controffensiva delle Nazioni Unite nella guerra di Corea, i membri del partito attaccarono i membri del Partito dei Lavoratori di Corea, ciò provocò, dopo l'armistizio e la formazione delle due Coree indipendenti, la perdita della già limitata indipendenza del partito, che iniziò ad essere strettamente controllato dal regime di Kim Il-sung.
A fine anni '50, le sezioni locali del partito vennero eliminate e sia il Partito Chondoista che il Partito Socialdemocratico (allora ancora chiamato Partito Democratico) divennero "niente più che appendici burocratiche del Partito dei Lavoratori". La situazione è rimasta pressoché invariata finora, nel 2014 a capo del partito - estremamente poco attivo - c'era Ryu Mi Yon, che abbandonò la Corea del Sud nel 1986 con suo marito, ex ministro sudcoreano. Ryu Mi Yon pubblicò un articolo in cui affermava che suo marito considerava Kim Il-sung incarnazione della suprema divinità del ceondoismo. Ryu Mi Yon è stata considerata nel 2011 dal governo nordcoreano ultima per importanza gerarchica tra i 232 membri della commissione creata per il funerale di Kim Jong-il.

## Risultati elettorali
Nota: le elezioni in Corea del Nord sono sempre state descritte dagli osservatori esterni come delle elezioni farsa, il voto è obbligatorio e si può scegliere o meno un solo candidato in ogni distretto elettorale, si ritiene che votare in privato possa destare sospetti e disapprovare il candidato possa portare ad essere accusati di tradimento e/o finire sulle liste di proscrizione della polizia segreta, tutti i candidati sono preselezionati e devono far parte del Fronte Democratico per la Riunificazione della Patria, guidato dal Partito del Lavoro di Corea.
| Elezione          | Seggi    |
| ----------------- | -------- |
| Parlamentari 1948 | 35 / 572 |
| Parlamentari 1957 | 11 / 215 |
| Parlamentari 1962 | 4 / 383  |
| Parlamentari 1967 | 4 / 457  |
| Parlamentari 1972 | 4 / 541  |
| Parlamentari 1977 | ?        |
| Parlamentari 1982 | ?        |
| Parlamentari 1986 | ?        |
| Parlamentari 1990 | 22 / 687 |
| Parlamentari 1998 | 23 / 687 |
| Parlamentari 2003 | ?        |
| Parlamentari 2009 | 22 / 687 |
| Parlamentari 2014 | 22 / 687 |
| Parlamentari 2019 | ?        |